# ألان بويل
ألان بويل (بالإنجليزية: Alan Boyle)‏ هو صحفي أمريكي، ولد في 24 أغسطس 1954.